# Bretteville-du-Grand-Caux
Bretteville-du-Grand-Caux is een gemeente in het Franse departement Seine-Maritime (regio Normandië) en telt 1246 inwoners (2004). De plaats maakt deel uit van het arrondissement Le Havre.

## Geografie
De oppervlakte van Bretteville-du-Grand-Caux bedraagt 11,4 km², de bevolkingsdichtheid is 109,3 inwoners per km².
De onderstaande kaart toont de ligging van Bretteville-du-Grand-Caux met de belangrijkste infrastructuur en aangrenzende gemeenten.

## Demografie
Onderstaande figuur toont het verloop van het inwonertal (bron: INSEE-tellingen).
1. ↑  Populations de référence 2022.